# Nøkkelost

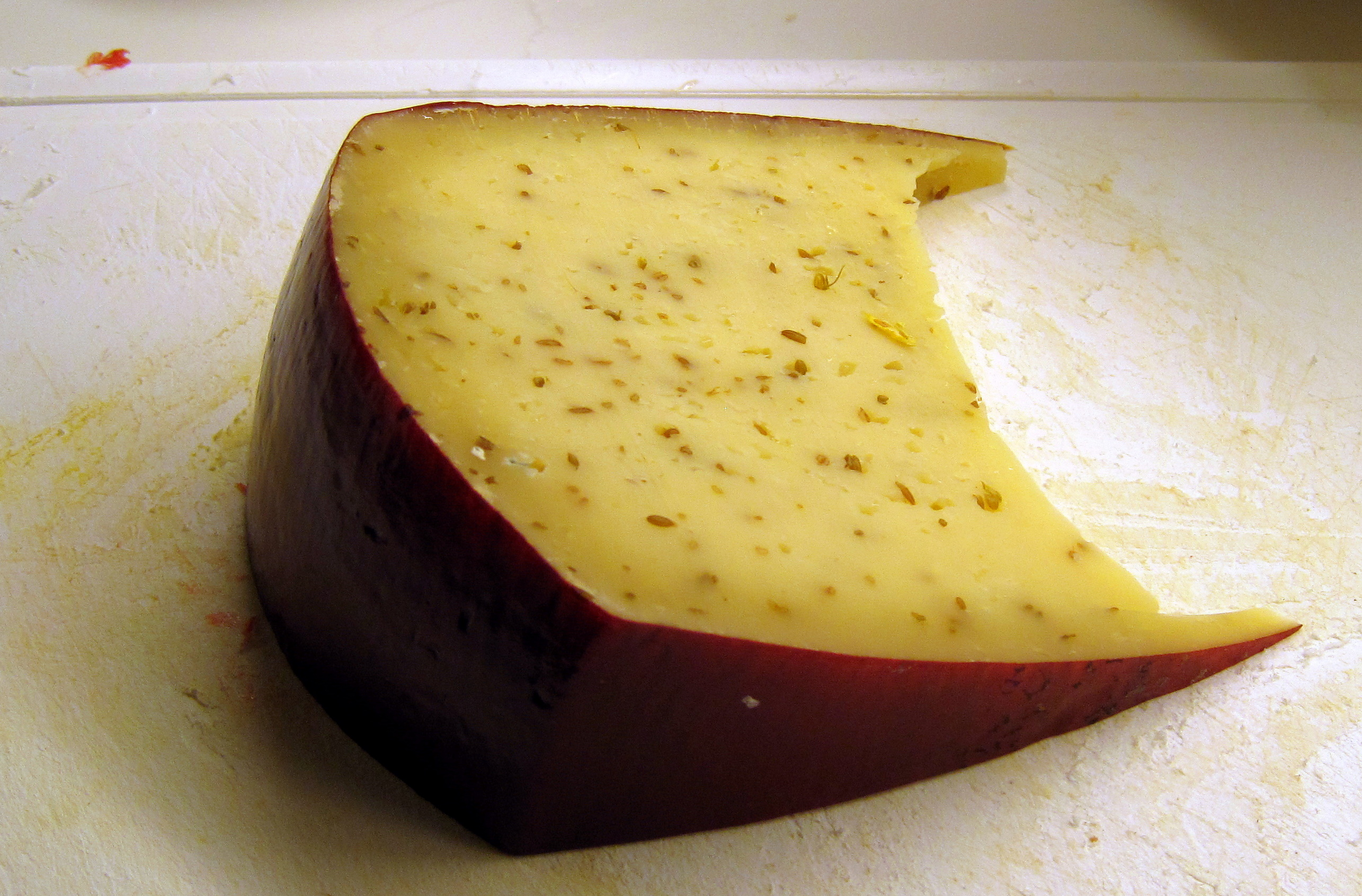
Ser Nokkelost w smaku przypomina nieco sery holenderskie. Był tworzony w XIX wieku w oparciu o ser Leiden (stąd nazwa Nøkkel oznaczająca klucze, które znajdują się w herbie Leidy).

Nøkkelost, Nokkelost – rodzaj norweskiego sera, który produkowany jest z krowiego mleka. Ser ten zalicza się do serów dojrzewających, podpuszczkowych oraz półtwardych. Cechą charakterystyczną sera nøkkelost jest dodatek ziół w postaci kminku oraz goździków. Ser produkowany jest głównie na odtłuszczonym mleku, na mniejszą skalę także na kwaśnym.